# 成公 (甘)
成公（せいこう）は、春秋時代の甘の君主。王子帯（昭公）の末裔。在位は昭公の後、景公の前である。平公の祖父。
魯の昭公12年（紀元前530年）10月、悼公は成公・景公の族人を殺そうとした。成公・景公の族人は劉の献公を買収し、悼公を殺害した。成公の孫の甘鰍を立てた（平公）。成公の事績については言及されていない。
一説には成公・景公の族人は、周の成王・景王の族人とされている。